# Décennie 1200 en architecture
| Années de l'architecture : 1197 - 1198 - 1199 - 1200 - 1201 - 1202 - 1203    |
| Décennies de l'architecture : 1170 - 1180 - 1190 - 1200 - 1210 - 1220 - 1230 |

Cet article présente les faits marquants de la décennie 1200 en architecture.

## Événements
- 1200 : un incendie ravage le chœur et le transept de la cathédrale romane de Rouen[1].

## Réalisations
- 1190-1225 : construction des églises monolithiques de Roha, en Éthiopie, sous le règne de Gebra Maskal Lalibela[2].
- 1198-1203 : construction de la tour des Conti à Rome[3].

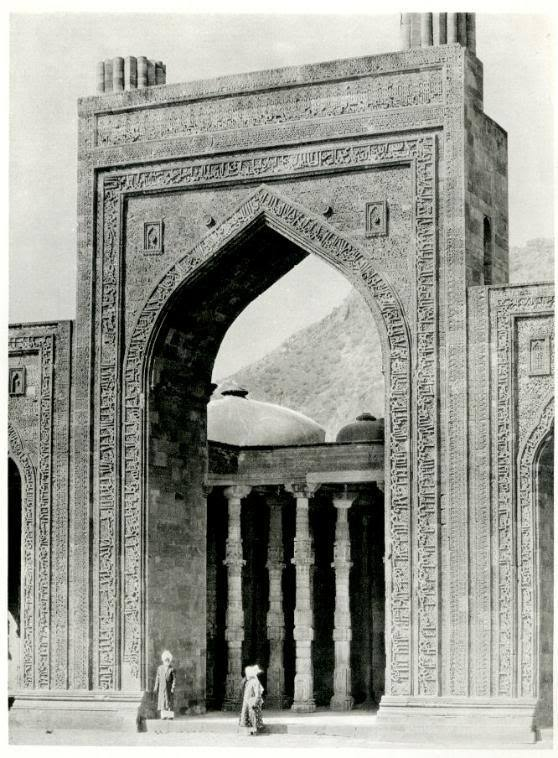
Mosquée de Adhai Din Ka Jhonpra à Ajmer.

- 1200 : construction de la mosquée de Adhai Din Ka Jhonpra (en) à Ajmer (Inde) sur le site d'un temple Jaina[4].
- 1201 : début de la construction des Halles aux draps d'Ypres, un des plus grands bâtiments civils de style gothique en Europe, qui est achevé vers 1304[5].

- 1202-1206 : Vsevolod la Grande Nichée fait construire le monastère de la Nativité de la Vierge à Vladimir[6].
- 1205-1210 : construction du portail nord de Chartres[7].

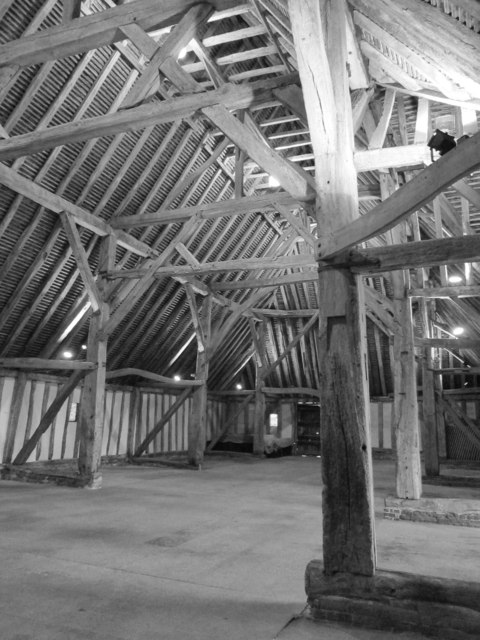
Charpente de la grande d'orge de Cressing Temple.

- 1206-1256 : construction de la commanderie de Cressing Temple, dont l'une des deux granges subsistantes est considérée comme la plus vieille grange en bois au monde[8].
- Mars 1207 : construction du prieuré de la Primaudière à Juigné-des-Moutiers[9].
- 1208 : début de la construction de la façade de Notre-Dame de Paris[10].
- 1209 : fin de la reconstruction du London Bridge[11].